# 圣弥额尔圣殿主教座堂 (多伦多)
圣弥额尔圣殿主教座堂（英語：St. Michael's Cathedral Basilica）是天主教多伦多总教区的主教座堂，位于加拿大多伦多花园区教堂街200号。
2016年9月29日，该堂升格为宗座圣殿。

## 历史
该堂开工于1845年4月7日，由威廉·托马斯设计，当时该教区刚成立四年。该堂主要由居住在该地区的爱尔兰移民出资建造，容量为1600人。1845年5月8日，主教为主教座堂奠基，加入了一些来自英国约克座堂的一些部件。该堂是14世纪英国哥特式风格的19世纪阐释。该堂于1848年8月29日祝圣。

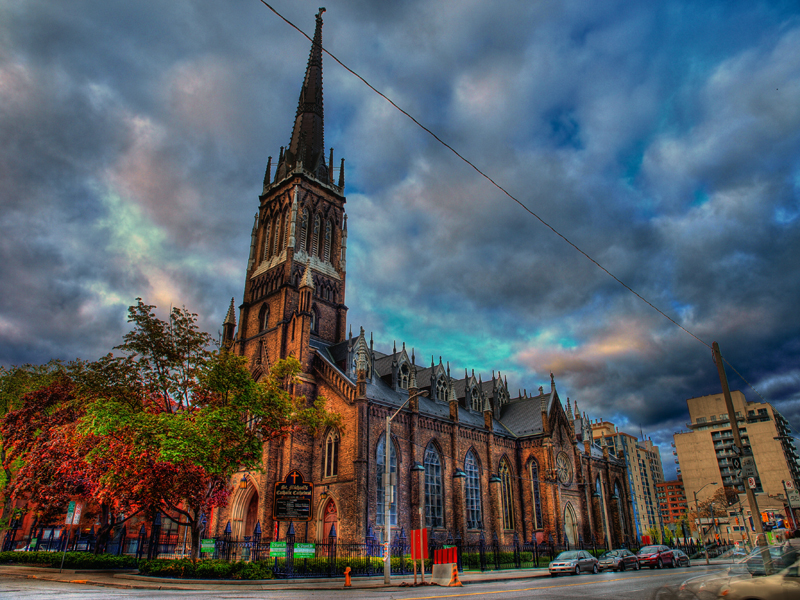
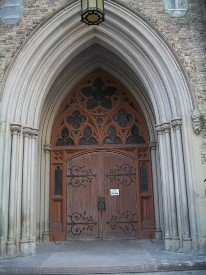
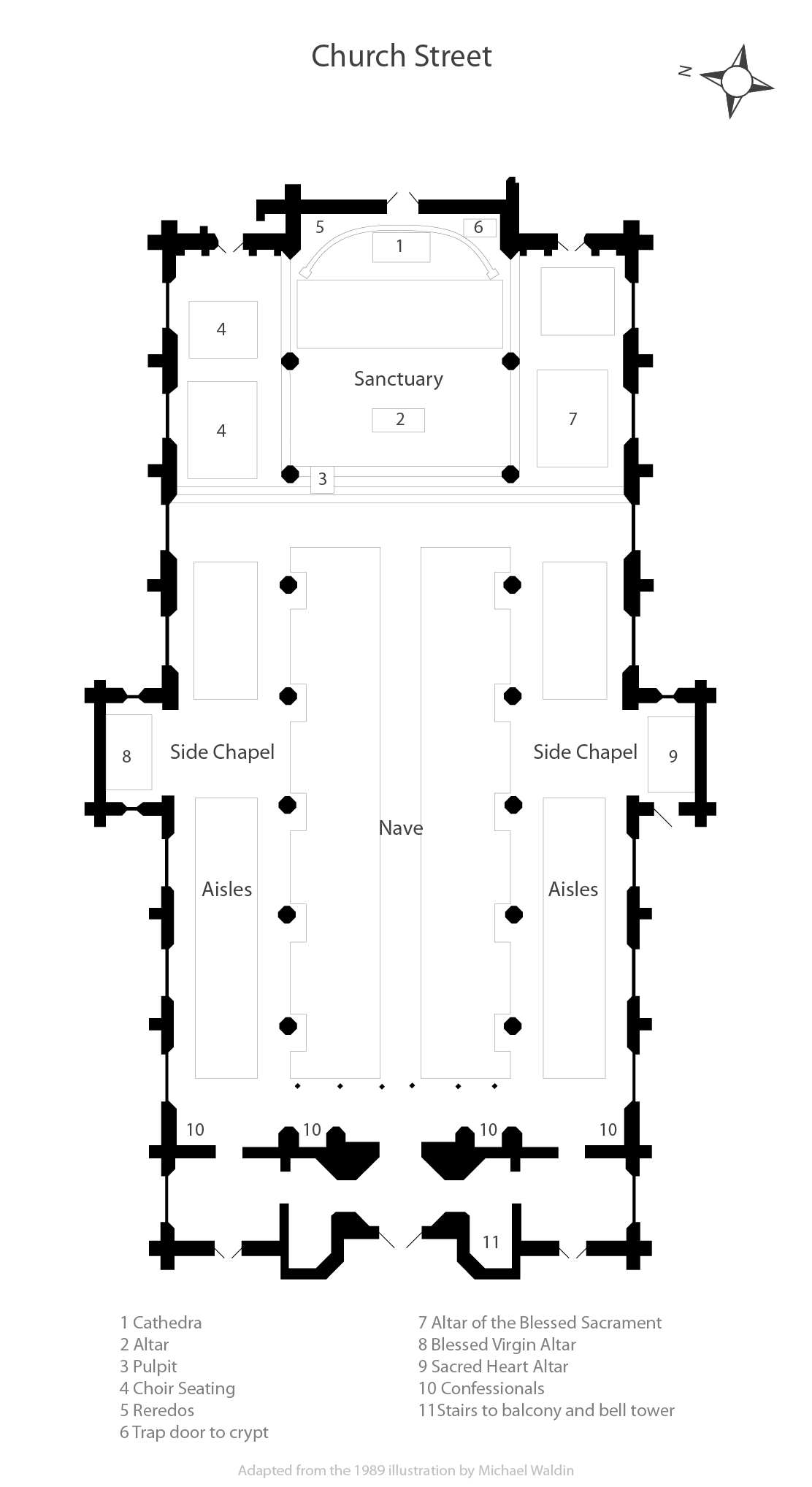
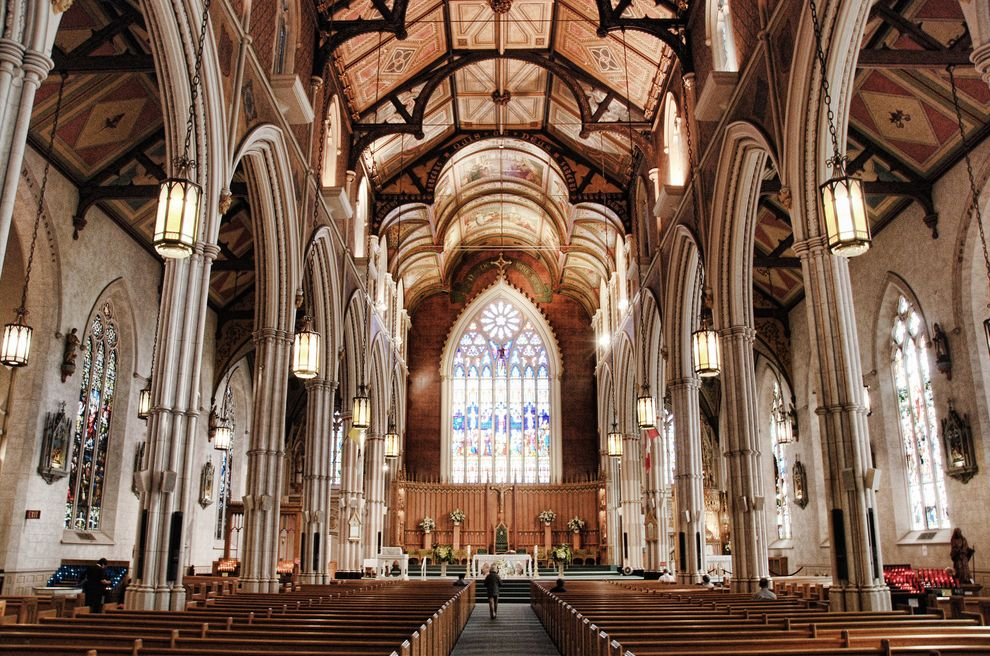
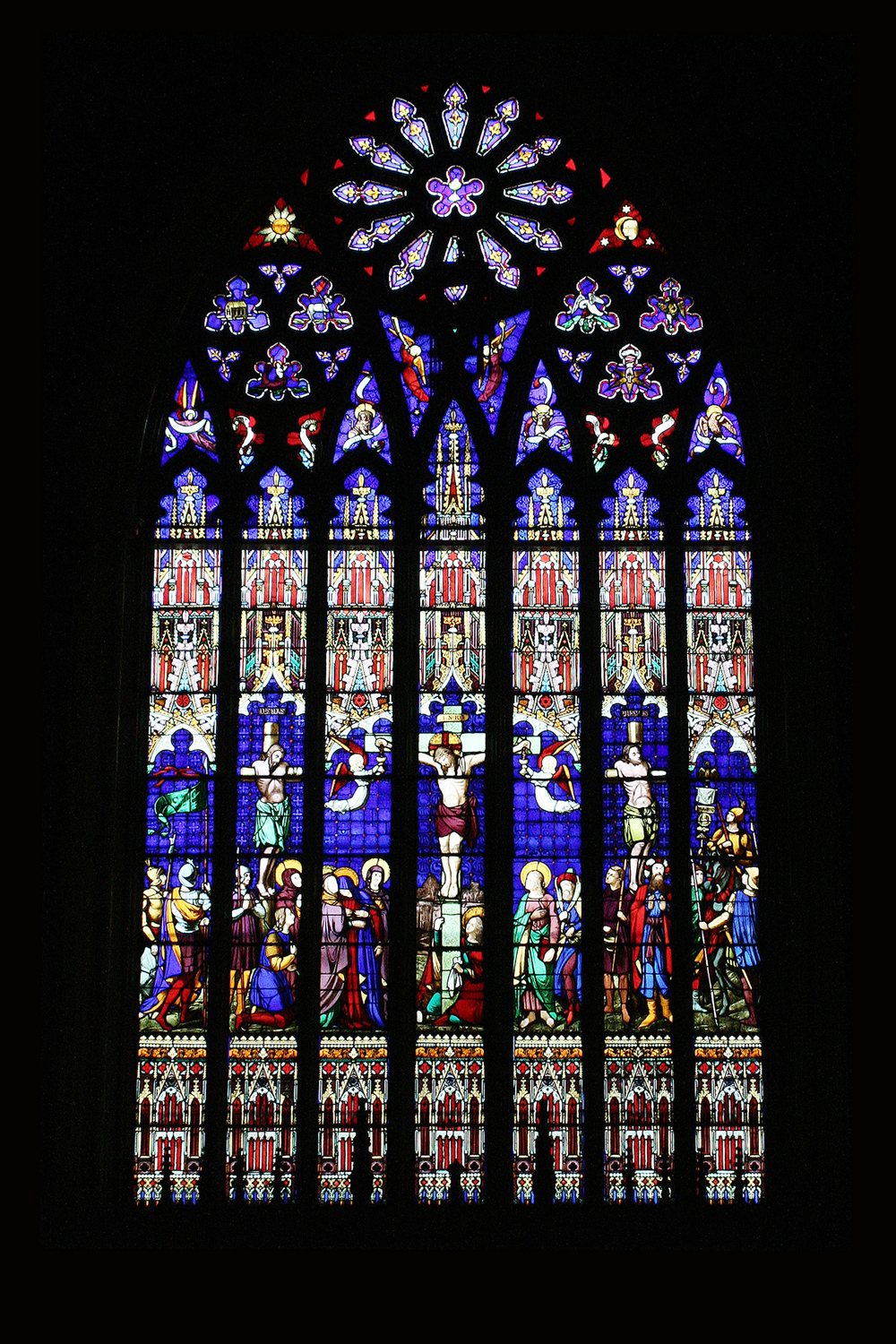
花窗玻璃
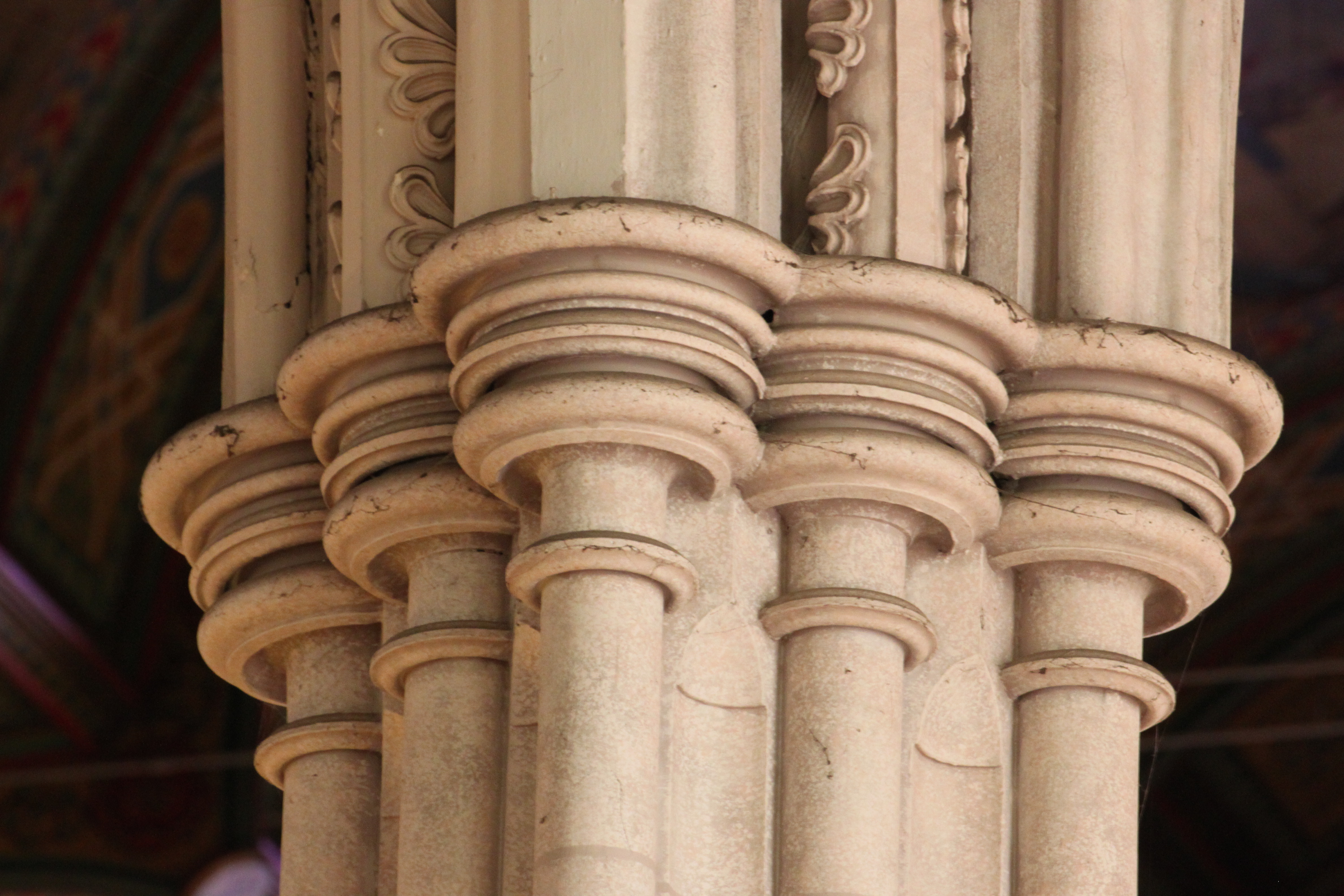
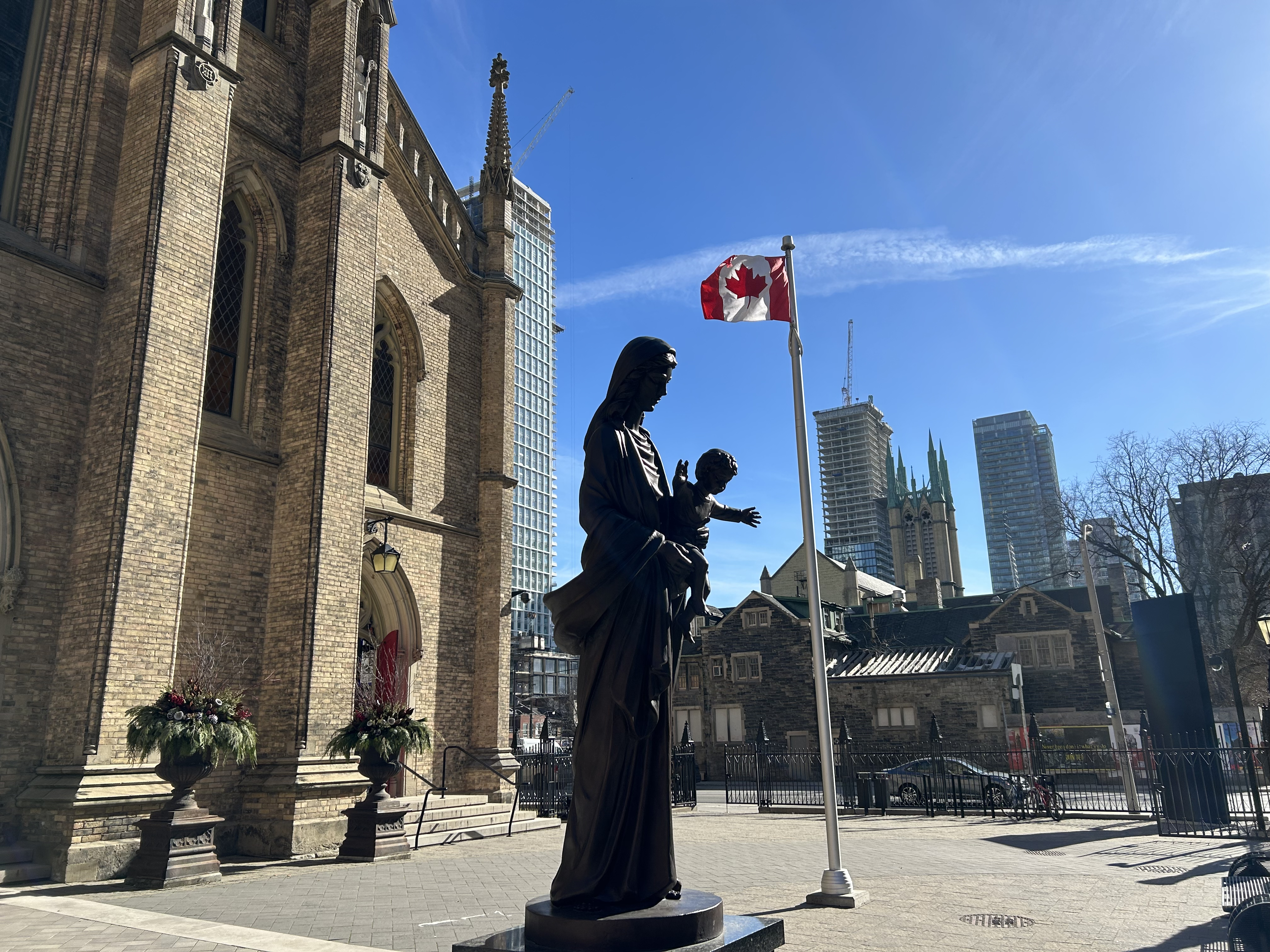
加拿大国旗
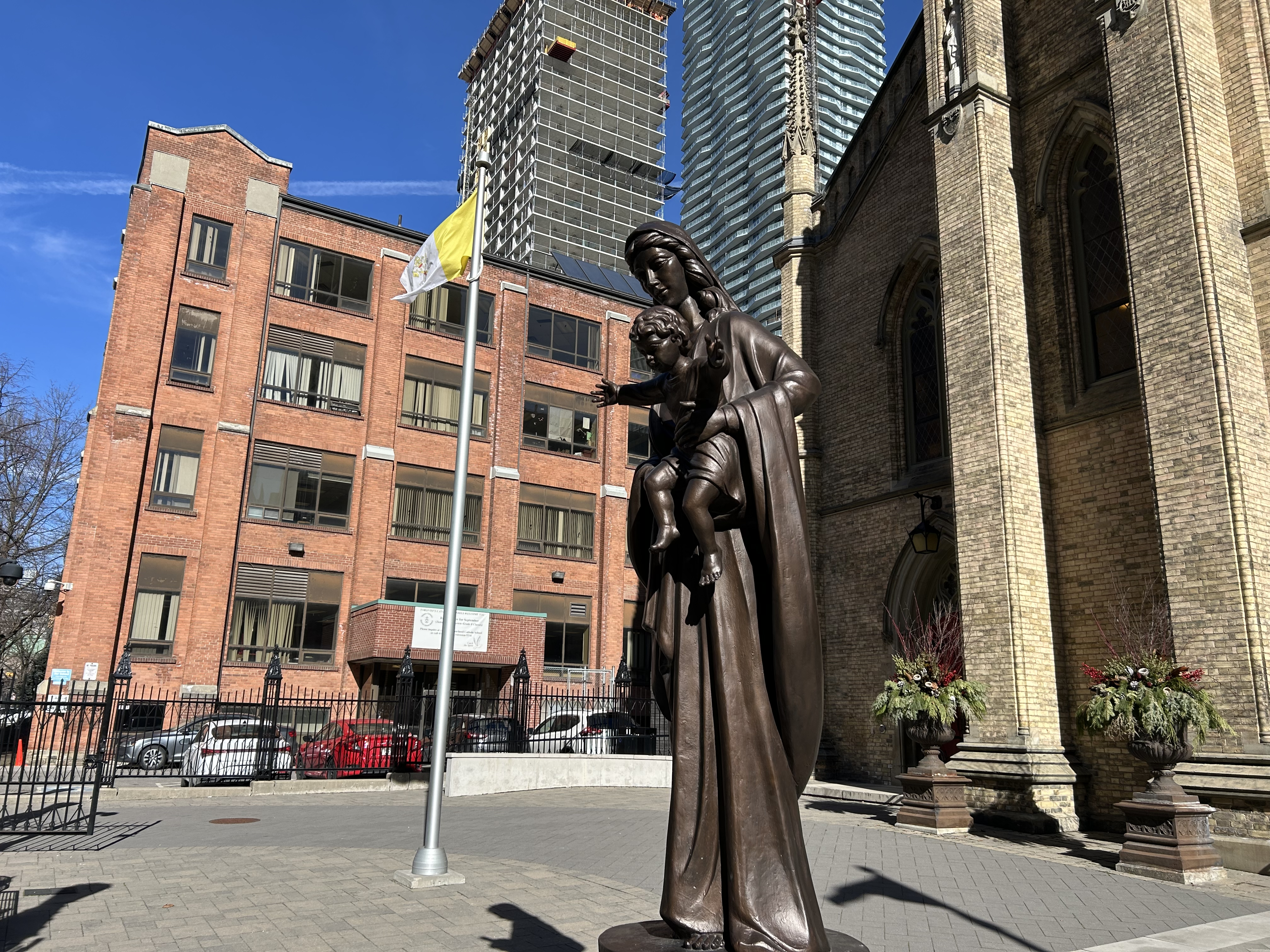
梵蒂冈国旗
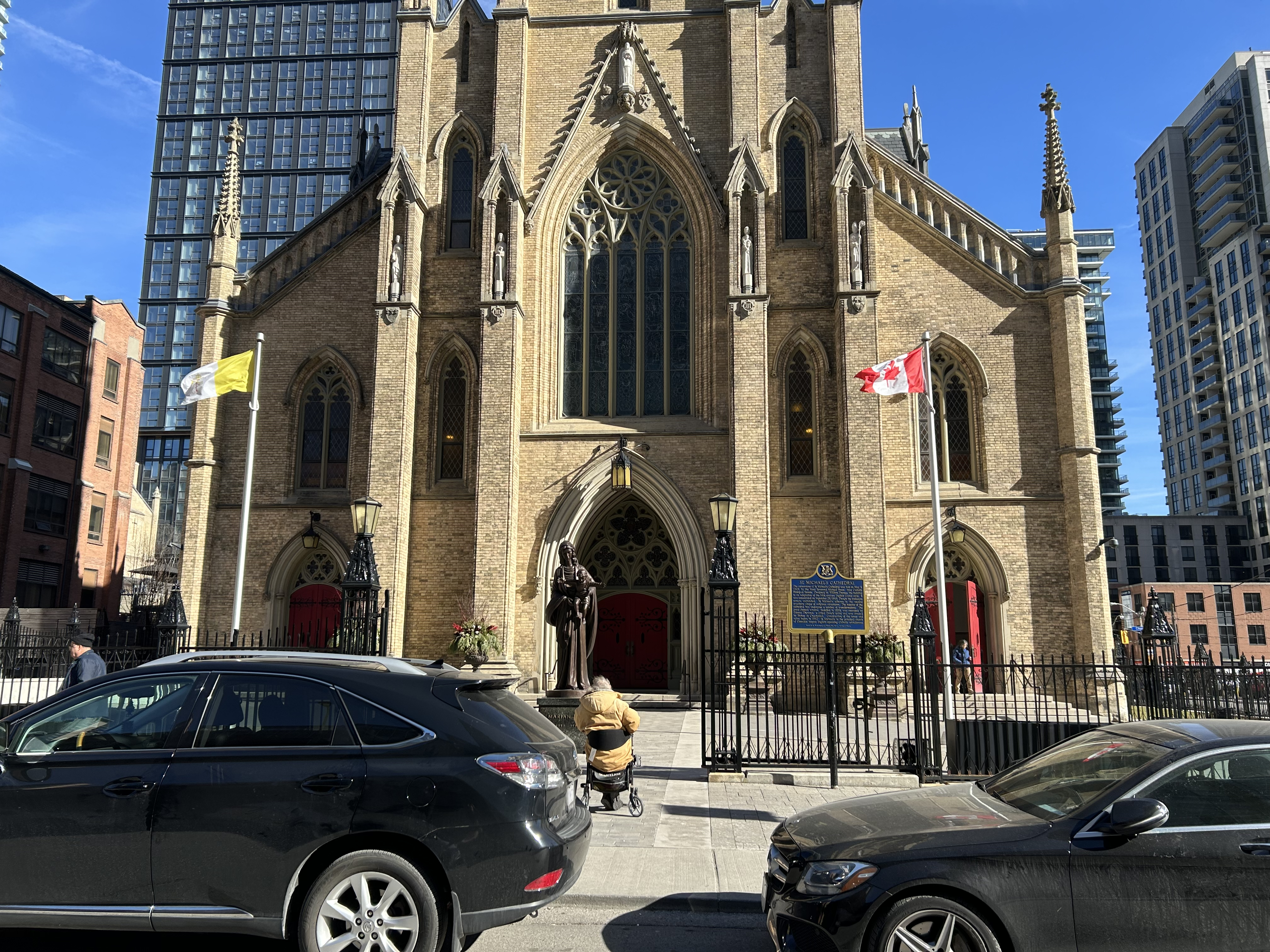
正面观